# Birth of the Sun
 (mai 2017).
Si vous disposez d'ouvrages ou d'articles de référence ou si vous connaissez des sites web de qualité traitant du thème abordé ici, merci de compléter l'article en donnant les références utiles à sa vérifiabilité et en les liant à la section « Notes et références ».
Albums de Marcel Jacob
Live at Sweden Rock Festival
(2001) Humanimal
(2002)
Birth of the Sun est un album sorti le 9 janvier 2002 par le bassiste de heavy metal Marcel Jacob et crédité Rising Force. Il contient six titres enregistrés dans un petit studio de Stockholm avec le groupe d'Yngwie Malmsteen en 1982.
Le 4 décembre 2002, Yngwie Malmsteen fait publier, au Japon, The Genesis, un disque contenant les mêmes titres mais avec les parties de Marcel Jacob rejouées selon le guitariste.
Les années ont altéré les bandes. En effet, comme indiqué dans le livret, certains passages ont souffert du temps. Il est ainsi possible de constater des ralentissements flagrants en de rares occasions, preuve d'une bande abîmée, alors que la version d'Yngwie semble impeccable[réf. nécessaire].

## Liste des titres
Toutes les chansons sont écrites et composées par Yngwie Malmsteen.
| 1.    | Merlin’s Castle         | 4:53  |
| 2.    | Birth of the Sun        | 9:24  |
| 3.    | Speed and Action        | 3:50  |
| 4.    | Dying Man               | 8:45  |
| 5.    | Black Magic Suite Op. 3 | 12:57 |
| 6.    | Voodoo Nights           | 8:37  |
| 48:24 |                         |       |

## Crédits

### Membres du groupe
- Yngwie Malmsteen : guitare, chant
- Marcel Jacob : basse, chant
- Zepp Urgard : batterie

### Équipes technique et production
- Arrangements : Rising Force (Yngwie J. Malmsteen)
- Remastering, remix : Marcel Jacob
- Enregistrement : Ragne Wahlquist